# Wyszków
Wyszków je město v severovýchodním Polsku v Mazovském vojvodství, sídelní město stejnojmenného okresu a městsko-vesnické gminy. Leží přibližně 50 kilometrů severovýchodně od centra Varšavy. V roce 2024 zde žilo 26 019 obyvatel.

## Historie
Nejstarší zmínky o Wyszkówě pochází z roku 1203. Před druhou světovou válkou bylo obyvatelstvo města z poloviny židovské, po válce však ve Wyszkówě nezbyl jediný židovský obyvatel. Město je rodištěm Mordechaje Anielewicze, který byl vůdcem povstání ve varšavském ghettu.